# Bhilakhedi
Bhilakhedi è una suddivisione dell'India, classificata come census town, di 11.161 abitanti, situata nel distretto di Hoshangabad, nello stato federato del Madhya Pradesh. In base al numero di abitanti la città rientra nella classe IV (da 10.000 a 19.999 persone).

## Geografia fisica
La città è situata a 22° 38' 03 N e 77° 42' 07 E.

## Società

### Evoluzione demografica
Al censimento del 2001 la popolazione di Bhilakhedi assommava a 11.161 persone, delle quali 5.879 maschi e 5.282 femmine. I bambini di età inferiore o uguale ai sei anni assommavano a 1.142, dei quali 610 maschi e 532 femmine. Infine, coloro che erano in grado di saper almeno leggere e scrivere erano 9.162, dei quali 5.135 maschi e 4.027 femmine.